# Mancipace
Mancipace (latinsky mancipatio) byla stará forma derivativního nabytí vlastnictví v antickém Římě. Původně se jednalo o skutečný prodej věci potřebné pro zemědělskou domácnost, tzv. věci mancipační (res mancipi). Postupným vývojem se z reálného trhu „z ruky do ruky“ stal trh obrazný či imaginární (imaginaria venditio) a mancipace sloužila k převodům vlastnického práva obecně (a nejen u věcí mancipačních). Stala se tak abstraktním jednáním, u něhož význam přestal být připisován kauze, pro kterou se mancipace uskutečňovala (zda se jedná o prodej, darování či zřízení věna), důležité bylo jen to, že se vůbec uskutečnila.

## Průběh
Mancipace měla přesně stanovenou formu, jejíž nedodržení (byť v nepatrném detailu, například přeřeknutí) znamenalo, že se mancipace vůbec neuskutečnila a k převodu vlastnického práva nedošlo. Vyžadovala se přítomnost pěti svědků a tzv. vážného (libripens). Všichni museli být dospělí římští občané, o svědectví při mancipaci výslovně požádáni. Při ceremoniálním aktu nabyvatel uchopil danou věc (u nemovitostí se mancipace odehrávala přímo na pozemku, uchopení věci bylo symbolizováno hroudou země) a pronesl ustálenou slovní formuli: Hunc ego hominem ex iure Quiritium meum esse aio isque mihi emptus esto hoc aere aeneaque libra (Gaius, Inst. 1, 119). V ní prohlašoval, že mu věc náleží jako kviritskému vlastníkovi a že mu byla prodána „pomocí tohoto bronzu a této bronzové váhy“. (V dobách, kdy ještě v Římě nebyly používány ražené peníze, se pomocí váhy odvažovala trhová cena. U obrazného trhu již vážení odpadlo, místo toho nabyvatel jen udeřil malým symbolickým kouskem bronzu o váhu a předal jej převodci.) Právní účinky mancipace nastávaly okamžitě.

## Mancipační věci
Věci mancipační (ty, u kterých změna vlastnictví mohla proběhnout jen mancipací či případně injurecesí) byly určeny taxativně. Jednalo se o:
1. pozemky na italské půdě,
2. otroky,
3. domácí zvířata, která tahají nebo na hřbetě nosí náklady,
4. pozemkové služebnosti.